# NGC 5478
NGC 5478 est une galaxie spirale barrée située dans la constellation de la Vierge. Sa vitesse par rapport au fond diffus cosmologique est de 7 747 ± 19 km/s, ce qui correspond à une distance de Hubble de 114,3 ± 8,0 Mpc (∼373 millions d'al). NGC 5478 a été découverte par l'astronome germano-britannique William Herschel en 1789.
La classe de luminosité de NGC 5478 est II-III et elle renferme des régions d'hydrogène ionisé.